# Христо Христов (политик, р. 1932)
Вижте пояснителната страница за други личности с името Христо Христов.
Христо Иванов Христов е български юрист, журналист и политик, народен представител в Седмото велико народно събрание (1990 – 1991) от БЗНС (казионен).

## Биография
Роден е на 31 юли 1932 година в Петрич.
Завършва специалност „Право“ в Софийския университет. Кандидат на историческите науки. Завеждащ отдел и член на редакционната колегия на вестник „Земеделско знаме“. Главен редактор на списание „Земя и прогрес“, издание на Постоянното присъствие на БЗНС, от 1 януари 1990 година.
Народен представител в Седмото велико народно събрание, предложен от БЗНС.